# Little Stonham
Little Stonham of Stonham Parva is een civil parish in het bestuurlijke gebied Mid Suffolk, in het Engelse graafschap Suffolk. In 2001 telde het dorp 315 inwoners.